# Pontedeva
Pontedeva település Spanyolországban, Ourense tartományban. Pontedeva Crecente, Cortegada, Gomesende, Quintela de Leirado és Padrenda községekkel határos. Lakosainak száma 458 fő (2024).

## Népesség
A település népessége az elmúlt években az alábbi módon változott:
| Lakosok száma | 688  | 647  | 723  | 680  | 654  | 625  | 570  | 511  | 479  | 458  |
|               | 2001 | 2004 | 2007 | 2009 | 2012 | 2014 | 2017 | 2019 | 2022 | 2024 |